# Stazione di Moimacco
La stazione di Moimacco è una fermata ferroviaria della ferrovia Udine-Cividale a servizio del comune di Moimacco, in provincia di Udine.

## Storia
La fermata originaria fu aperta il 24 giugno 1886 assieme alla Udine–Cividale. Era posta presso la progressiva chilometrica 11+757 in una posizione decentrata rispetto al centro abitato e in prossimità della frazione di Bottenicco (46°05′20″N 13°22′58″E).
La nuova fermata fu costruita grazie ai finanziamenti ottenuti nel 1987 dalla Gestione commissariale governativa delle Ferrovie Venete - Ferrovia Udine Cividale per il potenziamento della linea ferroviaria. Il nuovo impianto fu posto alla progressiva 11+000 in una posizione più centrale rispetto al paese.

## Strutture e impianti
La fermata è dotata di marciapiede e di pensilina.
Il vecchio impianto era dotato di fabbricato viaggiatori il quale era un edificio a pianta rettangolare, a due piani e a tre aperture per ogni livello lungo il lato maggiore.

## Movimento
La fermata, facoltativa, è servita dai treni regionali FUC della Udine–Cividale.